# Menophra taiwana
Menophra taiwana là một loài bướm đêm trong họ Geometridae.

## Hình ảnh

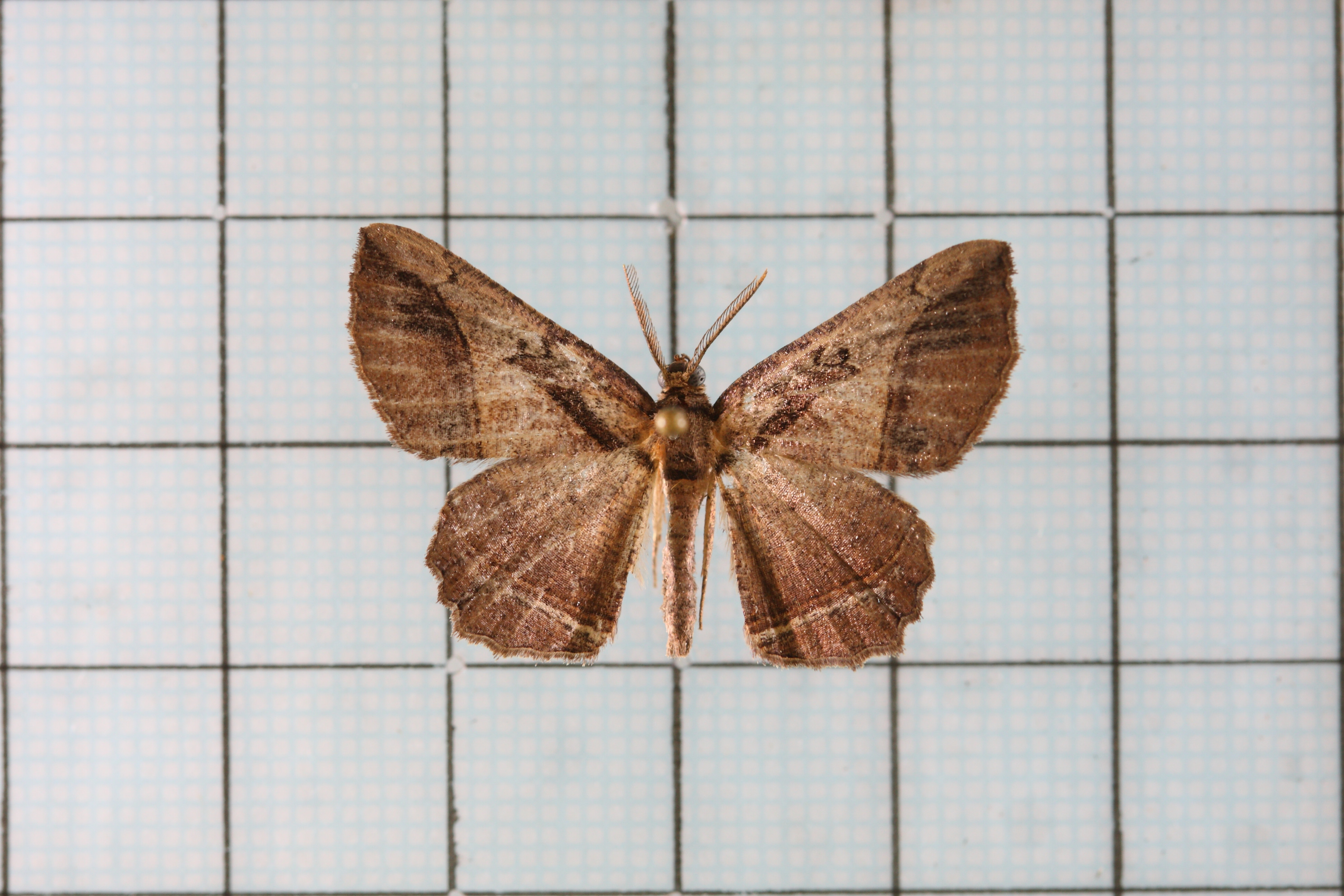